# Markus Beyrer

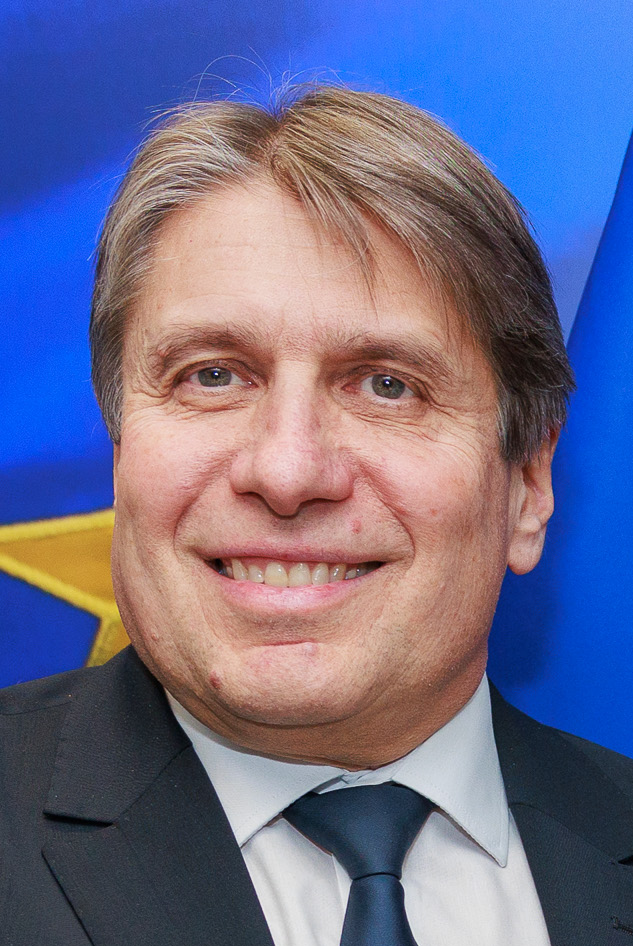
Markus Beyrer (2024)

Markus J. Beyrer (* 19. August 1965 in St. Pölten, Niederösterreich) ist ein österreichischer Lobbyist und Generaldirektor des in Brüssel tätigen Lobbying-Verbands Businesseurope. Von 2000 bis 2002 war er wirtschaftspolitischer Berater der schwarz-blauen Bundesregierung unter Bundeskanzler Wolfgang Schüssel, danach Generalsekretär der österreichischen Industriellenvereinigung (2004–2011).

## Leben

### Ausbildung
Markus Beyrer studierte Handelswissenschaften an der Wirtschaftsuniversität Wien und Jus an der Universität Wien. Letzteres schloss er als Magister iuris ab. Darüber hinaus absolvierte er den Concours der Europäischen Kommission, den postgradualen Universitätslehrgang für Europarecht an der Donauuniversität Krems und nahm am Stanford Executive Program der Graduate School of Business der Stanford University teil.

### Politische Tätigkeiten
Beyrers politische Karriere begann 1994 als Attaché für Industrie- und Handelsangelegenheiten in der Ständigen Vertretung Österreichs bei der Europäischen Union, der er bis 1996 angehörte. Daraufhin arbeitet er bis 1999 in der Abteilung für Umweltpolitik der Wirtschaftskammer Österreich.
1999 wechselte der in die Regierung und wurde Wirtschaftspolitischer Berater von Wolfgang Schüssel, dem damaligen Vizekanzler und Außenminister der Republik Österreich. Diese Position behielt er inne, als Schüssel in der ersten schwarz-blauen Koalition Österreichs Bundeskanzler wurde. In seiner Beratungszeit wurden Privatisierungen, unter anderem der Telekom Austria und der Austria Tabak, forciert. Rund um die Skandale der Privatisierung der Telekom Austria, sagte Beyrer im Untersuchungsausschuss des Österreichischen Parlaments aus (siehe Kontroverse).
Nach den Wahlen 2002 kehrte er zur Wirtschaftskammer Österreich zurück und war dort bis 2004 Leiter der Stabsabteilung Wirtschaftspolitik. Von 2004 bis 2011 war er Generalsekretär der Industriellenvereinigung (IV). Seit Ende 2012 ist er Generaldirektor von Businesseurope, einem der wichtigsten Arbeitgeberverbände in Brüssel, in dem die nationalen Arbeitgeberverbände, unter anderem die Industriellenvereinigung, organisiert sind.

### Wirtschaftliche Tätigkeiten
Beyrer ist Mitglied in diversen Aufsichtsräten: Österreichische Zentralbank (seit 2008), Siemens Aktiengesellschaft Österreich (2010–2011), G4S Security Services (2007–2011) und Vize-Aufsichtsratsvorsitzender der Raiffeisen-Holding Niederösterreich-Wien (2006–2011).
Im Juli 2011 trat er den Posten des Vorstandsvorsitzenden der Österreichischen Industrieholding (ÖIAG), die die Beteiligungen des österreichischen Staates an verstaatlichten oder teilverstaatlichten Konzernen verwaltet, an. Diese Funktion hatte er bis Ende Oktober 2012 inne. Anschließend wechselte er per Jahresende 2012 nach Brüssel, wo er die Generaldirektion von Businesseurope übernahm.

## Privat
Aufgewachsen ist Markus Beyrer in Krems, Niederösterreich. Er ist verheiratet und hat zwei Kinder. Freunde bezeichnen ihn als „sehr strebsam“.
Er war Mitglied des Tennisclub SV Schwarz-Blau und ist Mitglied des Schiklub Krems. Er ist passionierter Segelflieger. Während seines Studiums arbeitete er im Sommer als Wasserskilehrer.

## Politische Positionen
Beyrers Tätigkeitsbereich sind vor allem Energiefragen. Er gilt als einer der einflussreichsten Atom-Lobbyisten in Brüssel und spricht sich für Fracking aus.
Er sorgte mit einem Brief an den irischen Premier Enda Kenny vor einem EU-Gipfel 2012 für Aufsehen, in dem er erneuerbare Energien sowie Handel mit klimaschädlichem Kohlendioxid-Zertifikaten als Preistreiber bezeichnete und die Klimaziele der EU als zu hoch kritisierte.
Als Arbeitgebervertreter ist er für die Abschaffung der Hacklerregelung, für eine Angleichung des Frauenpensionsalters und der Erhöhung des Antrittsalters für Pensionen auf 67, sowie für Zugangsbeschränkungen an Universitäten und für Studiengebühren.

### Zitate
“Evropské společnosti jsou proto přesvědčeny, že nová evropská energetická politika by měla být zaměřena na všechny dostupné zdroje, od uhlí, plynu, a to včetně břidličného plynu, obnovitelných zdrojů až po jadernou energii.”

„Europäische Firmen sind davon überzeugt, dass sich die neue Europäische Energiepolitik auf alle verfügbaren Ressourcen konzentrieren sollte: von Kohle und Gas (inklusive Schiefergas) über erneuerbare Quellen bis hin zu Atomenergie.“

„Europe must keep all options open, including potentially highly advantageous unconventional energy sources such as shale gas.“

## Kontroverse
Markus Beyrer ist leidenschaftlicher Jäger. Als solcher musste er sich in einem parlamentarischen Untersuchungsausschuss rund um die Telekom-Affäre rechtfertigen, als ÖIAG-Chef an von der Telekom Austria bezahlten und dem Lobbyisten Alfons Mensdorff-Pouilly organisierten Jagdausflügen, unter anderem nach Schottland, teilgenommen zu haben, an die er sich laut eigenen Angaben allerdings nicht erinnern kann. Ihm wurde weiters vorgeworfen in seiner Zeit als Generalsekretär der Industriellenvereinigung Gelder von Unternehmen an die ÖVP weitergeleitet zu haben.
Sein Jobwechsel wenige Monate später zur Industrie-Interessensvertretung Businesseurope wurde als „Flucht nach Brüssel“ interpretiert.